# Chippendales
Chippendales – amerykański grupa taneczna składająca się z mężczyzn, którzy wykonują striptiz mając na sobie w górnej części ciała charakterystyczne muszki, białe kołnierze i mankiety koszul noszone na gołym torsie.

## Historia
W 1975 Somen Banerjee zakupił podupadający bar w Los Angeles, który cztery lata później otrzymał nazwę Chippendales. Sonen Banerjee założył w 1979  grupę Chippendales i w lokalu o tej samej nazwie, zaczął organizować wieczory tańca egzotycznego dla kobiet. Występy przynosiły dochody, grupa zaczęła występować na terenie Stanów Zjednoczonych i w Europie, a sam Banerjee zaczął otwierać podobne lokale m.in. w Nowym Jorku. Popularność grupy Chippendales sprawiła, że na terenie całe kraju zaczęły powstawać podobne zespoły. Somen Banerjee nie mogąc znieść rozwijającej się konkurencji, zaczął ją zwalczać w sposób niezgodny z prawem zlecając m.in. podpalenia lokali a także zabójstwa. W efekcie tego 2 września 1993 został zatrzymany i nie doczekawszy ogłoszenia wyroku, 23 października 1994 popełnił samobójstwo.